# Eparchia adigracka
Eparchia adigracka (łac. Eparchia Adigratensis) – eparchia Kościoła katolickiego obrządku etiopskiego w Etiopii, z siedzibą w mieście Adigrat w regionie Tigraj.

## Historia i terytorium
Eparchia została erygowana jako sufragania metropolitalnej archieparchii Addis Abeby 20 lutego 1961 r. Powstała poprzez przekształcenie prefektury apostolskiej w Tigraj, która z kolei została utworzona 25 marca 1937 r. z części terytorium ówczesnego wikariatu apostolskiego Abisynii.

## Główne świątynie
- Katedra: Katedra Zbawiciela w Adigracie

## Biskupi diecezjalni

### Prefekci apostolscy
- Bartolomeo Maria Bechis CM (1937–1939)
- Salvatore Pane CM (1939–1951)

### Eparchowie
- Hailé Mariam Cahsai (1961–1970)
- Sebhat-Leab Worku SDB (1971–1984)
- Kidane-Mariam Teklehaimanot (1984–2001)
- Tesfasellassie Medhin (od 2001)